# دورمووو
دورمووو (به لهستانی:  Dormowo) یک روستا در لهستان است که در گمینا مینزخود واقع شده‌است.